# Christina Rohde
Christina Rohde (* 22. April 1982 in Lübeck) ist eine ehemalige deutsche Handballspielerin. 
Rohde begann das Handballspielen 1989 beim VfL Vorwerk Lübeck und spielte ab 1992 beim VfB Lübeck. Vier Jahre später ging sie zum SC Buntekuh. Im Jahr 2002 wechselte die 1,82 m große Rückraumspielerin zum Bundesligisten TuS Eintracht Minden. Nachdem die Kosmetikerin im Folgejahr mit der Eintracht die Spielklasse nicht halten konnte, schloss sie sich dem 1. FC Nürnberg an, wobei sie im ersten Jahr ein Zweispielrecht für SV Union Halle-Neustadt besaß. Mit den Nürnbergern gewann die Linkshänderin 2005, 2007 und 2008 die deutsche Meisterschaft, 2004 und 2005 den DHB-Pokal und 2004 den EHF Challenge Cup. Im Sommer 2009 wechselte sie zum spanischen Erstligisten SD Itxako. Nach dem Gewinn der spanischen Meisterschaft 2010 verließ sie Itxako. Anschließend konzentrierte Rohde sich auf ihre kaufmännische Ausbildung. Anfang des Jahres 2012 gab sie ihr Comeback beim Bayernligisten 1. FC Nürnberg 2009. Im Sommer 2013 beendete sie dort ihre Karriere.
Im Rahmen der Vorbereitung auf die Olympiade, an der Rohde jedoch nicht teilnahm, bestritt sie am 12. Juli 2008 ihr erstes Länderspiel für die deutsche Nationalmannschaft. Bei ihrem Debüt in Brixen erzielte sie vier Treffer. Bislang bestritt sie 13 Partien im Nationaldress, in denen sie fünf Treffer erzielte.

## Erfolge
- 4. Platz EM 2008